# Giovani Gargano
Giovanni Gargano Beder (Itaperuna, 1952) é um pintor, arquiteto, escultor, professor de desenho e pintura e urbanista brasileiro. Membro Acadêmico de Grau da Academia Brasileira de Belas Artes, ocupando atualmente cadeira de número 23, tendo como patrono o pintor Artur Timóteo da Costa.

## Biografia
Giovanni Gargano é descendente de alemães e italianos que migraram da Europa para trabalharem nas lavouras de café da região de Itaperuna, no Noroeste Fluminense. Passou sua infância em meio a Zona rural do município, o que inicialmente influenciou suas obras. Posteriormente sairia de Itaperuna pra se radicar em Niterói, cidade que era a então a capital estadual do Rio de Janeiro.
Forma-se em arquitetura, na turma de 1974, pela Universidade Federal Fluminense-UFF, na cidade de Niterói. Durante as décadas de 1980 e 1990 participa de diversas mostras individuais e de movimentos da cultura artística na cidade do Rio de Janeiro, ganhando reconhecimento da critica especializada.
Na década de 1980 suas obras focalizaram a Arte marinha e a Paisagem, tendo por locações o Norte Fluminense, Niterói e adjacências. No Rio de Janeiro expôs, em 1992, no espaço cultural do Banco Nacional de Desenvolvimento Econômico e Social (BNDES), os "Pássaros da Amazônia"; individual que reune 74 obras, onde destaca 14 painéis, entre eles "Aves da Amazônia" de 2.10x10.00 metros. Em sua produção contemporânea destaca trabalhos de pintura, escultura, objetos de arte e instalações esculturais desenvolvidos a partir de sua pesquisa em série Tramas, pesquisa sobre as linhas e a natureza. Em 1982 funda o Centro Cultural Gargobre. Realizou diversos Retratos destacando do Governador do Estado do Rio de Janeiro Celso Peçanha no Museu do Ingá (Museu de História e Arte do Estado do Rio de Janeiro), em Niterói.  
Na produção de esculturas, bronzes e mármores, seu trabalho revela as estruturas geométricas da imagem e se aproxima da abstração; destacando a obra Liberdade Para Voar, monumento implantado em 2005 no Parque da Cidade de Niterói, doado pelo Lions Clube para o município de Niterói. A Natureza-morta e a composição de elementos também é um tema que se evidencia na sua produção.
As obras de Giovani Gargano já foram publicadas no Dicionário Catálogo "Artes Plásticas Brasil", de Júlio Louzada; Dicionário "Pintura" da editora Arte Hoje; no livro "Brasil Art Collection" de Anand Bhagavad; no livro "Arte Rio de Janeiro" de Celso Bastos, em coleções particulares e em diversas Galerias de Arte do Brasil e exterior.
Desenvolve entre 2015 e 2020 o Projeto Poéticas Urbanas - Mundos Habitáveis, onde seu trabalho se volta a olhar para a cidade, para às tramas de sua estrutura de vida. Pesquisa as linhas e desenhos por onde se desenvolve à captura dos objetos de convivência e conivência urbana que testemunham sua expressão estampados por um ciclo das marcas deixadas pelo homem que o faz refletir sobre o legado visual obreiro deixado ao ar livre que se fundem à paisagem e à memória afetiva da comunidade local.
Torna-se membro da Academia Brasileira de Belas Artes, ocupando a "Cadeira Livre" de nº 20 tendo como patrono Angelo Agostini, tais cadeiras são a primeira modalidade de ingresso na Academia.; ainda na mesma Academia, de acordo com seus méritos pessoais e dedicação à causa Acadêmica, posteriormente foi elevado à "Cadeira de Grau" de nº 23 tendo como patrono Artur Timóteo da Costa.

## Principais Mostras Individuais
- 2007 - A Caminho do Pan - Forte Copacabana,

Panacéia corpo e arte - Universidade Federal Fluminense, RJ
- 2005 - Liberdade para voar - Parque da Cidade, RJ
- 2004 - Traxas - Museu Histórico do Exército, RJ
- 2003 - Tramas - Centro Cultural Pascoal Carlos Magno, RJ
- 2001 - Formatus - Place Marchand Gallery - Fortaleza, CE

- Coisas em comum -DNA Italiano Univer. Estácio, RJ
- 2000 - Matinais - "Um Lugar ao Sol" Gallery - Curitiba, PR

- Natureza Brasileira - Livraria G Gallery / Lisboa /PT
- 2001 - M.Manoela Gallery - Vila Nova de Gaia / Porto / PT
- 1998 - Formas - Inauguração do Espaço Cultural Anasa, RJ

- Natureza Interior - Stockler Gallery / Gávea, RJ
- 1997 - Frutos Brasileiros -Pintura / Escultura - Búzios, RJ.

- Manhãs de Domingo - SOHO Art Gallery - Itaipu, RJ.
- 1996 - Frutos de Primaveras - Gargobre Gallery - RJ
- 1992 - Amazônia Viva - Aves Brasileiras - ECO 92, RJ
- 1988 - Natureza e Vida - Pinturas / Esculturas

Centro Cultural Paschoal Carlos Magno - Niterói, RJ.
Centro Cultural de Itaipava - Rio de Janeiro, RJ.
- 1987 - Movimentos Esculturais - Gargobre Gallery - RJ

- A Ousadia da Forma - Shopping da Gávea - RJ
- Pinturas & Esculturas - Samanguaiá Gallery - RJ
- Flores / Frutos p/ Camboinhas - Gargobre Gallery / RJ
- 1986 - Paisagem Maior - Espaço Cultural Petrobrás - RJ
- 1982 - Design de Mobiliário - Galeria de Arte Gargobre - RJ